# Зубна пулпа
Зубна пулпа или срж (лат. pulpa dentis) је везивно-ткивна супстанца која испуњава шупљину зуба. Популарно, пулпом се назива комплетна зубна шупљина, али се заправо овај термин односи само на њен садржај. Границе пулпе одговарају спољашњој контури круне, нарочито код тек изниклих зуба.

## Грађа
Пулпа се састоји од ћелија, влакана и основне супстанце. У основној међућелијској супстанци која потиче из крвне плазме налазе се колагена и еластична влакна, крвни и лимфни судови, нервна влакна и мали број ћелија (одонтобласти, фибробласти, фиброцити, хистиоцити, лимфоцити, мастоцити и мезенхималне ћелије).
Ћелијски елементи нису равномјерно распоређени, па се у структури пулпе разликује неколико слојева.
На површини се налази слој одонтобласта, високоспецијализованих ћелија које стварају органски матрикс дентина (предентин). То су високоцилиндричне ћелије, постављене једна до друге у епителоидном низу. Са њиховог апикалног пола полазе тзв. Томасова влакна (продужеци) која улазе у дентинске каналиће (микротубуле) и испоручују предентин. Од њега каснијом минерализацијом настаје прави дентин, а стварањем нових и нових слојева дентина одонтобласти се повлаче ка пулпи и њихови цитоплазматски продужеци постају све дужи.
Испод одонтобласта налази се Вејлова безћелијска зона, у којој је смјештен сплет немијелизованих нервних влакана. Ова влакна садрже рецепторе за бол.
Трећи слој се назива Хоелова мултицелуларна зона, која садржи велики број различитих ћелија, везивна и еластична влакна, бројне капиларе и нерве.
Пулпа је богато прокрвљена и већина њених капилара су континуираног или фенестрованог типа. Циркулацију регулише аутономни нервни систем (путем симпатикуса и парасимпатикуса) и мала сензитивна нервна влакна.

## Физиологија пулпе
Пулпа има више улога (функција): формативну, нутритивну, неуросензорну и одбрамбену.
Формативна улога се огледа у стварању дентина од стране одонтобласта. Током фазе раста и развоја зуба настаје тзв. примарни дентин, али се и касније током живота ствара физиолошки секундарни дентин. Осим тога, може се јавити и репараторни секундарни дентин који настаје услед дејства различитих спољних надражаја.
Присуство великог броја крвних и лимфних судова осигурава нутритивну улогу пулпе, која је значајна због одржавања виталности зуба.
У пулпном ткиву се налазе и вазомоторна и сензитивна нервна влакна, која регулишу циркулацију и преносе болне сензације у кору великог мозга.
Одбрамбена улога се огледа у способности пулпе да на каријес (и друга обољења) одговори упалом и стварањем репараторног секундарног дентина. Уколико се каријес не санира, може доћи и до иреверзибилне упале (лат. pulpitis) и изумирања пулпе (лат. gangrena).

## Инволуција
Код старијих особа се пулпа постепено смањује због слабије прокрвљености, али се смањује и зубна шупљина због стварања нових слојева дентина. Редукција шупљине зуба може бити генерализована или специфична. У сваком случају, пулпа младих особа је волуминозна и лоцирана тек око 2mm од површине зуба, а код старијих се она временом смањује и ретрахује ка коријенском дијелу. Код њих се осим слабије прокрвљености јавља и редукција броја ћелија, накупљање калцијумових соли, морфолошке промјене на одонтобластима и сл.

## Упала пулпе
Упала пулпе зуба се назива пулпитис. Један од најтежих задатака који се поставља пред стоматолога јесте да направи разлику између реверзибилног и иреверзибилног пулпитиса, установи узрок и пропише одговарајућу терапију. Повремено долази до калцификације (закречења) ткива пулпе, које се назива дентикл и увелико отежава, а понекад и спречава обраду канала коријена зуба. Ова закречења се најчешће налазе случајно (прегледом рендгенских снимака), док клинички симптоми наступају доста рјеђе. Такви зуби обично реагују на механичке, термичке и хемијске надражаје у виду бола.
Грана стоматологије која се бави терапијом обољеле пулпе назива се ендодонција.